# Hartmut Sasse
Hartmut Sasse (* 27. Juli 1949) ist ein ehemaliger deutscher Boxer. Er war deutscher Meister im Berufsboxen (Schwergewicht).

## Leben
Der aus Berlin stammende gelernte Metzger bestritt im März 1973 seinen ersten Kampf als Berufsboxer: Ein Punktsieg über Manfred Ackers in der Deutschlandhalle. Er wies eine Bilanz von sieben Siegen und einem Unentschieden auf, als er Ende Oktober in Hamburg gegen Arno Prick um den vakanten deutschen Meistertitel im Schwergewicht kämpfte. Der 1,83 Meter messende Sasse, der von Manager Fritz Gretzschel betreut wurde, besiegte Prick in der achten Runde durch K. o. Im November 1973 erlitt Sasse im Duell mit Avenamar Peralta (Argentinien) seine erste Niederlage als Berufsboxer. In seinem darauffolgenden Kampf verlor der Berliner seinen deutschen Meistertitel: Sasse trat in der Hamburger Ernst-Merck-Halle gegen Conny Velensek an und verlor nach Punkten. In der elften Runde war Sasse, der 20 000 D-Mark als Entlohnung erhielt, zu Boden gegangen.
Im Juni 1975 boxte Sasse erstmals im Ausland, musste sich in der Royal Albert Hall im britischen Kensington jedoch Danny McAlinden geschlagen geben. Damit begann der Teil seiner Laufbahn, in der Sasse deutlich mehr Kämpfe verlor als gewann. Im August 1976 kämpfte er gegen Bernd August noch einmal um die deutsche Meisterschaft im Schwergewicht, unterlag aber seinem Berliner Landsmann mit K.o. in der dritten Runde. Er trat im Oktober 1976 in Hamburg in einem Vorausscheid für einen Kampf um die deutsche Meisterschaft auf Kurt Lüdecke aus Bremen, verlor jedoch erneut vorzeitig, woraufhin das Hamburger Abendblatt mit Anspielung auf den erlernten Beruf des Berliners schrieb: „Sasses Zukunft liegt eindeutig auf dem Schlachthof.“
Sasse boxte vorerst bis April 1977, im Mai 1985 und im Juli 1988 bestritt er anschließend noch zwei Kämpfe.